# Сен Дени (Италия)
Сен Денѝ (на италиански и на френски: Saint-Denis) е село и община в Северна Италия, автономен регион Вале д'Аоста. Разположено е на 820 m надморска височина. Населението на общината е 369 души (към 2010 г.).